# ويليام روزنباوم
ويليام روزنباوم هو سياسي أمريكي، ولد في 17 ديسمبر 1889، وتوفي في 12 يناير 1949. نشط حزبياً في الحزب الديمقراطي. وقد انتخب عضو مجلس نواب أريزونا ‏.